# Tel Adami
Tel Adami (hebrejsky: תל אדמי) je vrch o nadmořské výšce 166 metrů v severním Izraeli, v Dolní Galileji. Nezaměňovat s nedalekou horou Har Adami.
Leží cca 2 kilometry severně od obce Šarona. Má podobu odlesněné náhorní terasy, která vystupuje nad západní okraj údolí Bik'at Javne'el. Podél jižní strany pahorku do údolí směřuje vádí Nachal Adami. Na severní straně je to vádí Nachal Akav. Lokalita má stopy starého osídlení z době bronzové a z byzantského období včetně možné původní synagogy. O několik set metrů východním směrem pak leží lokalita Chirbet Damin (חרבת דמין), která na ploše cca 80 dunamů (8 hektarů) uchovává pozůstatky osídlení z dob křižáckých států nazývaného Damija a středověké drúzské vesnice.